# Akuma de Cute na Seishun Graffiti
Akuma de Cute na Seishun Graffiti (アクマでキュートな青春グラフィティ Joven Demonio Lindo de Grafiti?) es el sexto sencillo indie de ℃-ute y el tema principal de su musical, Akuma no Tsubuyaki. Solo se vendió en las presentaciones del musical.

## Lista de Canciones
- Akuma de Cute na Seishun Graffiti
- Akuma de Cute na Seishun Graffiti (Instrumental)

## Miembros Presentes
- Maimi Yajima
- Saki Nakajima
- Airi Suzuki
- Chisato Okai
- Mai Hagiwara

- Datos: Q2829171